# Steve Parr
Steve Parr (Preston, 22 dicembre 1926 – 6 agosto 2019) è stato un calciatore inglese, di ruolo difensore.

## Carriera
Dopo aver giocato nei semiprofessionisti del Farrington Villa, nel 1948 viene tesserato dal Liverpool, club della prima divisione inglese, con cui di fatto esordisce però in partite ufficiali solamente 3 anni più tardi, nella prima giornata della First Division 1951-1952; rimane poi in squadra fino al termine della stagione 1954-1955, ma sempre sostanzialmente con un ruolo da riserva: tra il 1951 ed il 1955 gioca infatti in totale 20 partite di campionato, tutte in prima divisione (l'ultima gara di campionato con i Reds risale di fatto al 17 gennaio 1953, un anno e mezzo prima del suo addio al club).
Lascia il Liverpool nell'estate del 1955 per scendere a giocare in terza divisione all'Exeter City, dove gioca però solamente 8 partite di campionato; gioca poi per altre 2 stagioni nella medesima categoria con il Rochdale (con cui mette peraltro a segno il suo unico gol in carriera nei campionati professionistici inglesi), per poi chiudere la carriera ai semiprofessionisti del Burscough.